# コンパクトロン

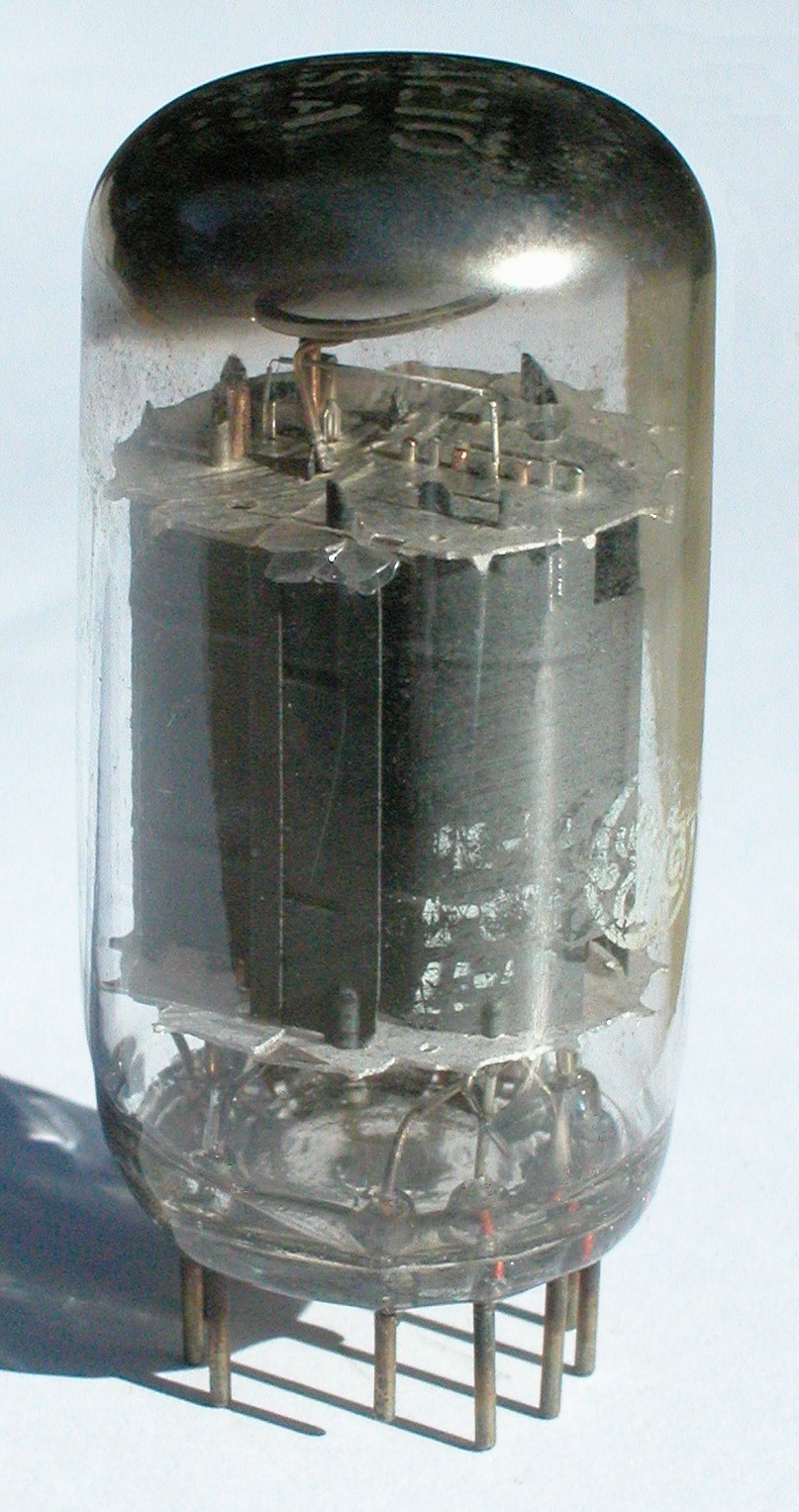
12AE10 コンパクトロンの例（双五極管）、GE製。

コンパクトロン（Compactron）は真空管の一種で、二極真空管、三極真空管、五極真空管などの機能をいくつか組み合わせて、一つのガラス管あるいは金属管に収めたものである。
初期のトランジスタ電子機器に対抗するために設計され、テレビ受像機、ラジオ受信機などに使用された。

## 開発史
コンパクトロンは、特に12ピンのデュオデカ・ベースに構築された多電極構造管に適用される商標名であった。この真空管ファミリーは、固体移行期のトランジスタ式電子機器に対抗するため、1961年にケンタッキー州オーウェンズボロのゼネラル・エレクトリック社から発売された。
テレビ受像機がその主な用途であった。多電極構造管のアイデア自体は決して新しいものではなく、1926年にはドイツのレーベ社が多電極構造管を製造しており、必要な受動素子もすべて含んでいた。
トランジスタでは、特にカラーテレビセットで必要とされる高出力と高周波対応機能を実現するのに、まだ不十分であったために、コンパクトロンがテレビに多く使われるようになった。最初のポータブルカラーテレビのGE社の「ポータカラー」で、13本の真空管のうち10本はコンパクトロンを使って設計された。
コンパクトロンの設計が発表される前でさえ、ほぼすべての真空管ベースの電子機器には、何らかの種類の多電極管を使用しており、1950～60年代のすべての AM/FM ラジオ受信機には、1954年に設計されたトリプル二極・三極管である6AK8 (EABC80)、または同等のものを使用していた。
コンパクトロンは、一つの管の中に複数の真空管の機能を収めることで、総消費電力と総発熱量を抑えるための設計であり、後に、複数のトランジスタを使用していた回路が集積回路に発展していったようなものであった。また、一部の高級Hi-Fiステレオにもコンパクトロンが採用され、アンペグやフェンダーのギターアンプにも使用された。
ただし、現代の真空管ベースのHi-Fiシステムでこのタイプの真空管を使用しているものは知られていない。よりシンプルで容易に入手できる真空管が再びこのニッチな用途を埋めたからである。
現在作られている一部のHi-Fiシステムには、7868という真空管が使われている。これはノバー管である。コンパクトロンと物理的な寸法は同じあるが、ベースが9ピンで異なっている。
現在は、エレクトロ・ハーモニックス社で生産されている。 

## 特徴

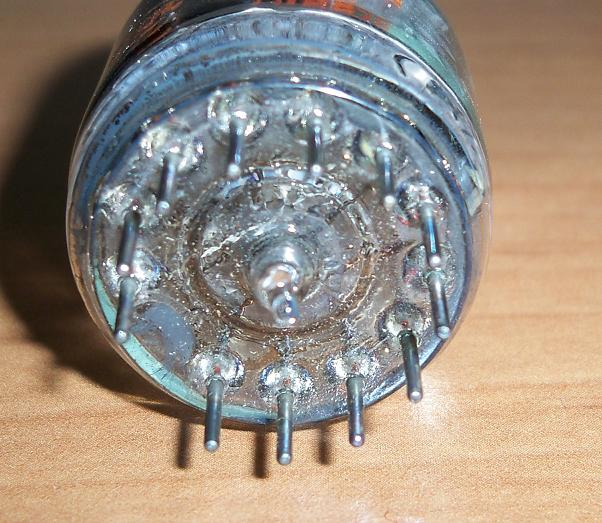
排気口は下部のピンパターンの中心にある。

製造時の管内空気の排気口（突起のようになっている）は、メーカーの設計次第で、管の上部にあったり下部にあったりするが、ほとんどのコンパクトロンでは、ミニチュア管のように上部ではなく、下部の直径3⁄4インチの円形ピン配列の中心に排気口が配置されていることが多い。
ほとんどのコンパクトロンのガラス管の直径は、内部構造の違いにより、11⁄8 ～ 23⁄4インチであった。

## いろいろなコンパクトロン
- 6AG11 双二極双三極コンパクトロンで、双二極部分は6AL5に相当し、双三極部分は12AT7に相当する。FMステレオ多重放送用に設計されている。
- 6BK11トリプル三極管。 双三極管であれば12AX7、シングル三極管であれば5751に相当する。
- 6C10 高利得（μ）のトリプル三極コンパクトロン。各三極部分は、12AX7の各三極部分と同じ特性であり、オーディオ増幅回路やテレビのカラーマトリックス増幅回路用にエジソン・スワン（後のマツダ）6C10三極六極管とは関係なく、シルヴァニアなどによって製造された。
- 6M11双三極五極コンパクトロン。同期分離回路用、およびAGC増幅回路用に設計された。
- 6K11 トリプル三極管。同期分離回路用、およびAGC増幅回路用に設計された。
- 6LF6 ビームパワー五極トッププレート管。水平偏向出力回路用。
- 8B10双二極双三極管。水平位相検出器、水平発振回路用。
- 12AE10双五極管。FM復調器/検出器、およびオーディオ出力用。
- 38HK7 二極五極管。水平出力、二極ダンパー用。
- 1AD2 フライバックトランス[6][7]高圧整流用二極管。

テレビ受信機回路用という特殊な用途のために、さまざまなタイプのコンパクトロンが作られた。そのほとんどは、米国の標準的な真空管番号が割り当てられていた。

## 技術的陳腐化
アナログとデジタルの集積回路は、コンパクトロンの機能を徐々に引き継いでいった。1970年代初期から中期にかけて生産されたテレビ受像機は、真空管（典型的にはコンパクトロン）、トランジスタ、集積回路を同じセットの中で組み合わせて使用したことで、「ハイブリッド」テレビと呼ばれた。 
1980年代半ばには、このタイプの真空管は機能的に時代遅れになり、1986年以降に設計されたテレビには、コンパクトロンが使われていない。1990年代初めには、コンパクトロンの製造は中止された。